# Ligne VT
La ligne VT (en finnois : VT-linja) ou ligne Vammelsuu–Taipale (finnois : Vammelsuun–Taipaleen linja)  fut une ligne défensive finlandaise dans l'isthme de Carélie pendant la guerre de continuation entre la Finlande et l'Union soviétique.

## Histoire
Le 6 novembre 1941, le commandant en chef ordonne aux armées de Carélie de concevoir une ligne de soutien derrière la ligne de front.
Ce sera la ligne VT, construite entre 1942 et 1943 principalement par les troupes de réserve de l'isthme, qui constituait un trop petit contingent pour un si gros contrat de construction.
Plus tard, des hommes des 3e et 18e divisions et de la brigade de cavalerie, participeront à la construction de la ligne VT jusqu'à l'Offensive Vyborg-Petrozavodsk.
Le 28 janvier 1942, Carl Gustaf Emil Mannerheim nomme le lieutenant-général Edvard Hanell , chef d'état-major général, pour diriger les travaux de construction.
La ligne VT allait de Vammelsuu sur la rive nord du golfe de Finlande, traversait Kuuterselkä et Kivennapa, longeait la Taipaleenjoki et se terminait à Taipale sur la rive ouest du lac Ladoga.
Elle croisait le chemin de fer Saint-Pétersbourg-Vyborg à Sahakylä (maintenant 63e km) et la voie de chemin de fer Saint-Pétersbourg–Hiitola (fi) à Kelliö (maintenant 69e km (ru)).
Au début de la grande offensive de l'Armée rouge en juin 1944, la ligne VT est encore inachevée.
Elle est fortifiée partiellement à Vemmelsuu et Kivennava, ainsi que Sahakylä et le long de la voie ferrée Vyborg-Leningrad.

## Vestiges près du village de Lebyazhye

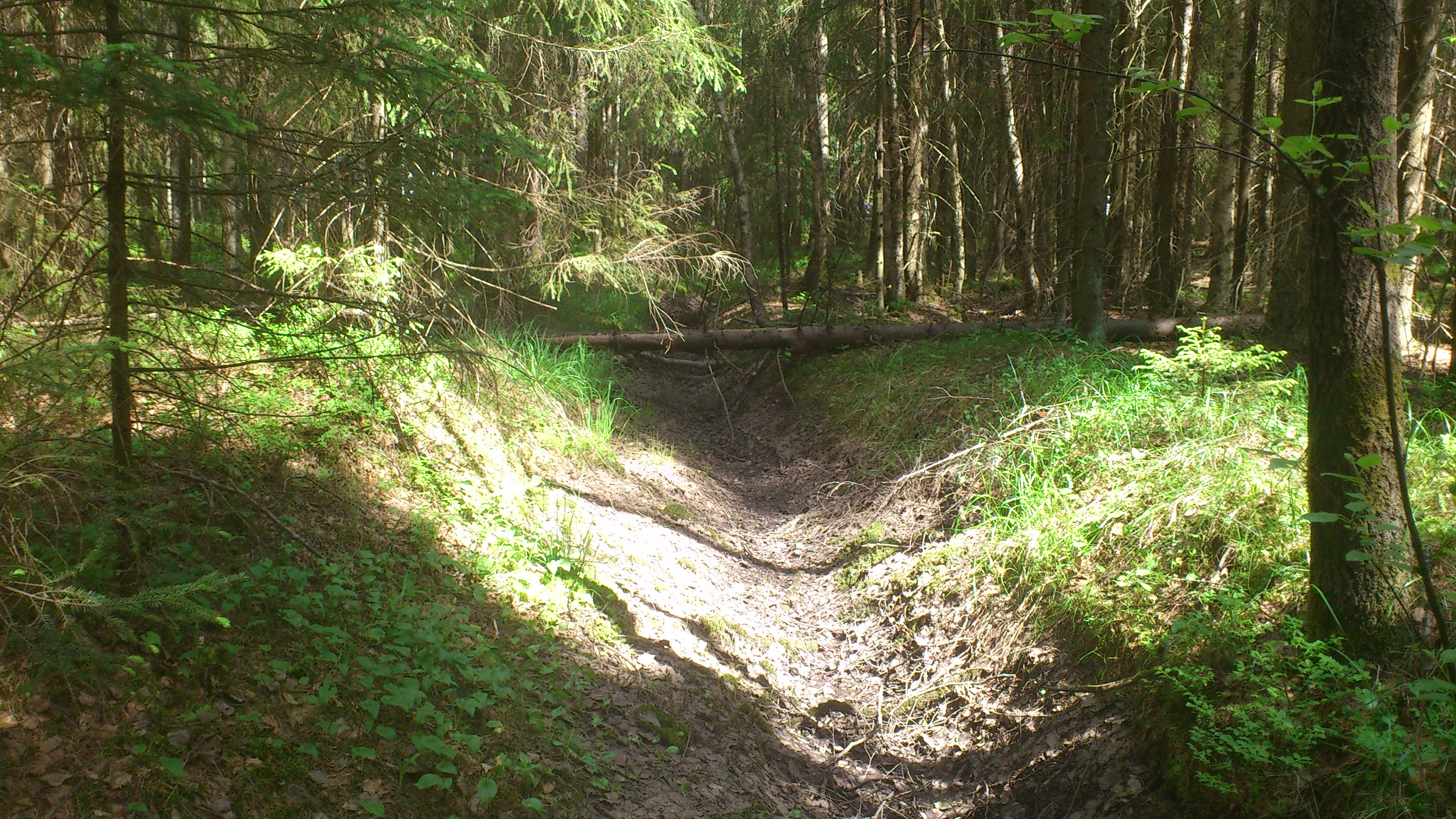
Tranchées de la ligne VT.
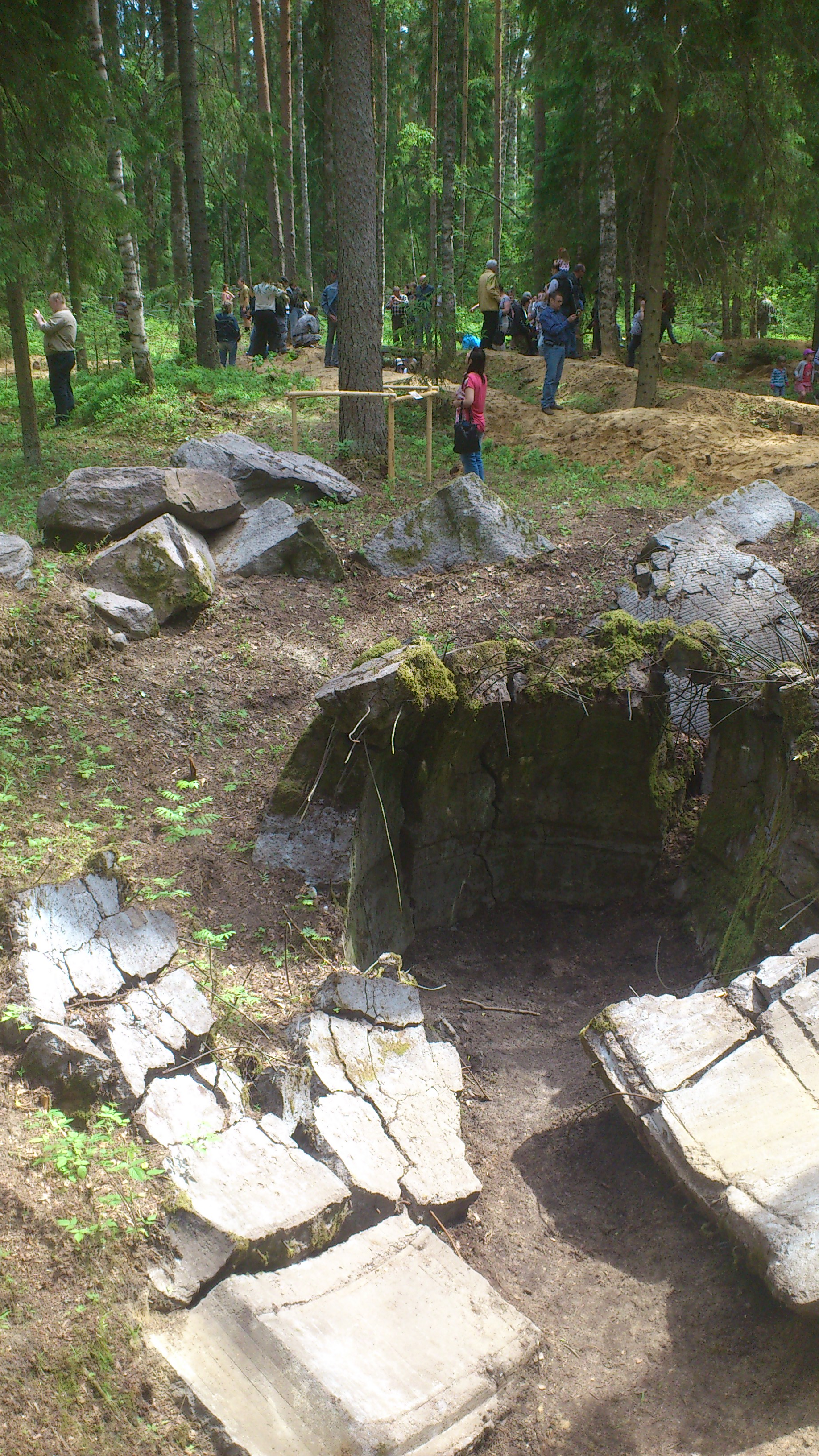
Casemate.
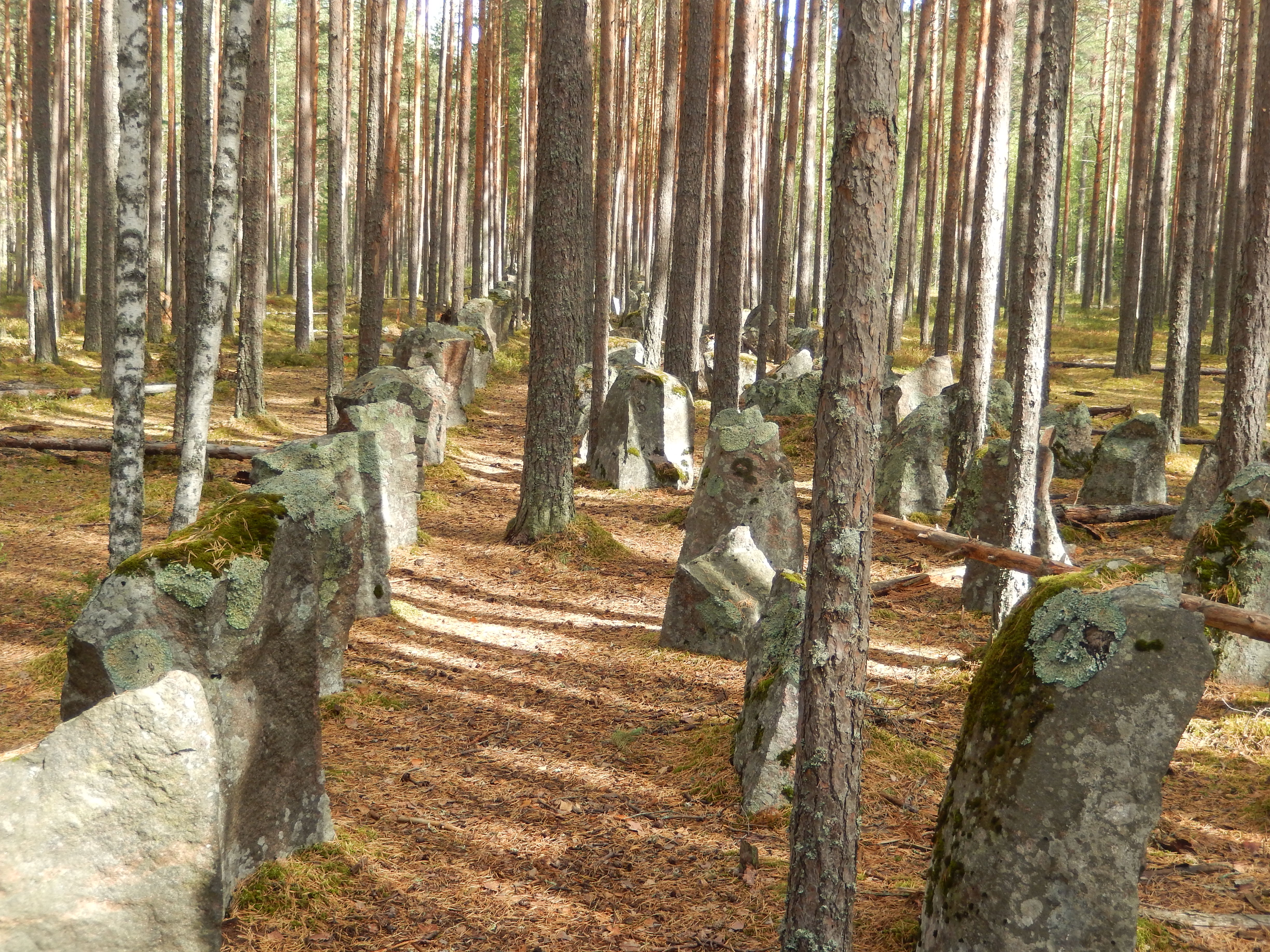